# Roberto Montenegro Nervo

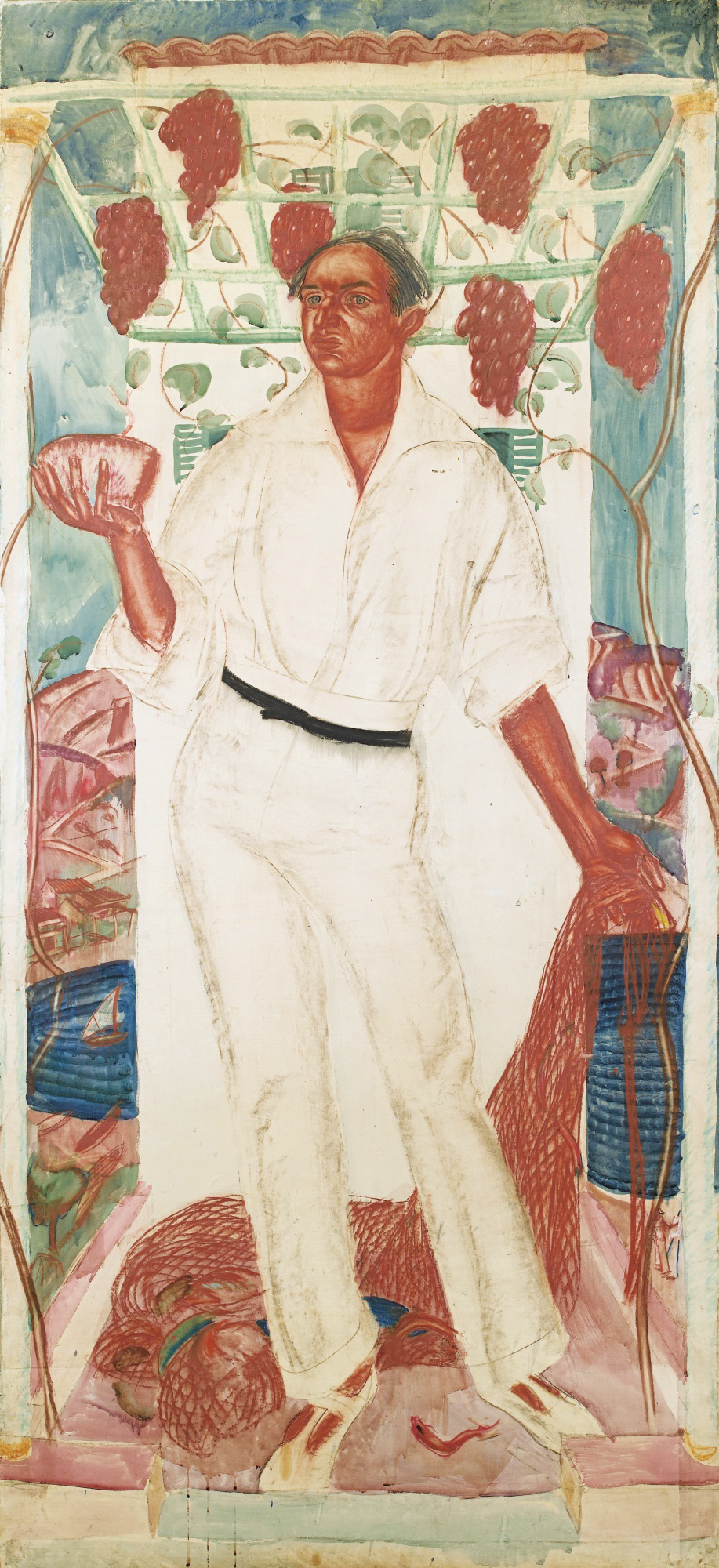
Roberto Montenegro (Alexander Yakovlev, 1915)

Roberto Montenegro Nervo (* 19. Februar 1887 in Guadalajara; † 13. Oktober 1968 in Mexiko-Stadt) war ein mexikanischer Künstler.

## Biografie
Montenegro wurde als Sohn von Oberst Ignacio Montenegro und seiner Frau María Nervo, der Tante des Dichters Amado Nervo, in Guadalajara geboren. Von 1904 bis 1905 studierte er an seinem Geburtsort, ab 1906 an der Academia de San Carlos in Mexiko-Stadt, wo er auch mit den akademiezugehörigen Künstlern Diego Rivera, Jorge Enciso und Juan Tablada Bekanntschaft schloss. Im gleichen Jahr erhielt er ein staatliches Stipendium und ging zum Jahresende nach Europa, wo er zwei Jahre in Paris Malerei studierte und auch an Ausstellungen beteiligt war. In dieser Zeit reiste er auch nach London und Italien. In Mexiko, wo 1910 die Revolution begann, schloss er sich in seiner Heimatstadt dem von Gerald Murillo gegründeten Künstlerkreis an. Ab 1913 wieder in Europa, assistierte er mit Rubén Darío an der Pariser École des Beaux-Arts, ging aber mit Antonio de la Gandara während des Ersten Weltkriegs nach Mallorca, wo er auch an einigen Wandgemälden in öffentlichen Gebäuden arbeitete. Ab 1917 stellte er seine Werke in Barcelona, Madrid und London aus, bevor er 1919 nach Mexiko zurückkehrte und ab 1920 an der Gestaltung des Nationaltheater Mexikos mitarbeitete. Er war befreundet mit José Vasconcelos, durch dessen Arbeit er sich beeinflussen ließ. Er wurde Leiter der Abteilung für Bildhauerkünste des Secretaría de Educación Pública (SEP) und gründete in Mexiko-Stadt das erste Pop-Art-Museum. 1922 gestaltete er den mexikanischen Pavillon im „Centenario de la Independencia de Brasil“ in Rio de Janeiro. Im gleichen Jahr veranstaltete er erstmals das „Fiesta de la Santa Cruz“ in der kurz zuvor geschlossenen, antiken Bücherei Colegio Máximo de San Pedro y San Pablo. Bis 1933 arbeitete er an einer Vielzahl bekannter Wandgemälde und Bilder. 1934 wurde er Direktor des Museo de Artes Populares de Bellas Artes. Er arbeitete auch als Bühnenbildner, Ausstellungsveranstalter, gründete weitere Museen, veröffentlichte seine Bilder und fertigte weitere bekannte Wandgemälde. Noch in seinem letzten Lebensjahr war er eines der Gründungsmitglieder der Academia de Artes.

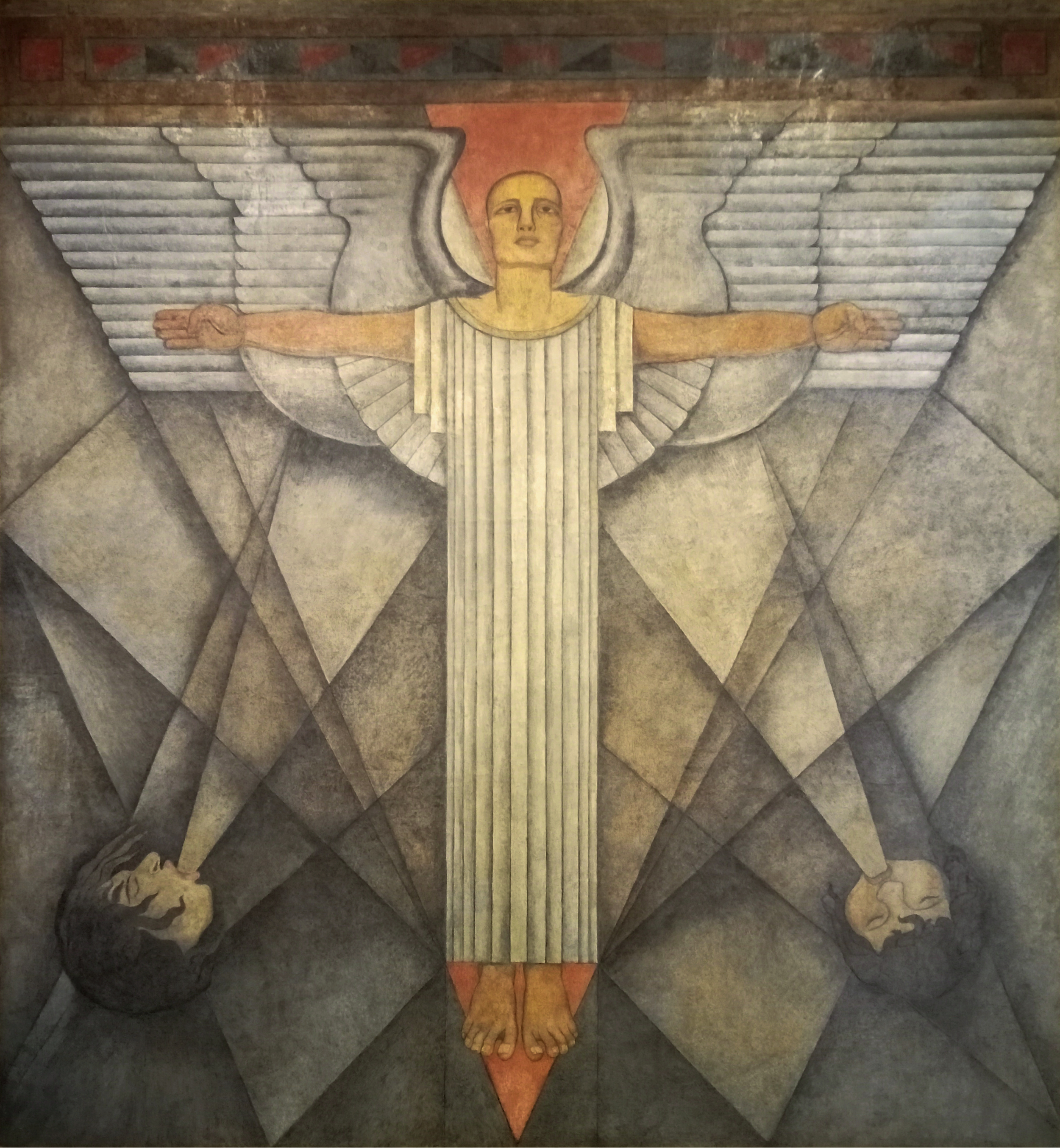
Allegorie des Windes, Fresko aus dem Jahr 1928 für die Colegio Máximo de San Pedro y San Pablo.